# 심성지
심성지(沈誠之, 1831년 12월 18일 ~ 1904년 11월 12일)는 구한말의 항일의병장이다. 조선 고종 때 돈녕부 도정을 지냈으며, 1896년 을미의병 때에는 청송의진(靑松義陣)의 의병대장이 되어 항일의병활동을 벌이다 그 해 8월에 해산하고 고향인 청송군 파천면 덕천리에 청송 소류정(靑松 小流亭)을 건립하고 후학 양성에 힘썼다. 본관은 청송(靑松), 자는 사행(士行), 호는 소류(小流)이고, 고려 5은 · 두문동 72현 · 고려 전리판서 악은 심원부(岳隱 沈元符)의 15세손이다.

## 가계
- 15대조 : 심원부(沈元符) - 고려 전리판서, 고려 5은(高麗五隱), 두문동 72현, 고려 충신
- 14대조 : 심천윤(沈天潤) - 심원부의 장남, 고려조 영동정(令同正), 송소 심호택(松韶 沈琥澤, 조선 고종 대부터 일제강점기까지의 만석꾼 · 송소고택의 제1대 장주 · 대한제국 내부주사)의 17대조
  -     -       - 6대조 : 심흘(沈釳) - 성현도 찰방
        - 5대조 : 심세훈(沈世勳) - 통정대부
          - 고조부 : 심희대(沈希大) - 증 사복시정
            - 증조부 : 심만운(沈萬運) - 증 좌승지
            - 증조모 : 영양 남씨
              - 조부 : 심덕유(沈德洧) - 증 호조참판
              - 조모 : 함창 김씨
                - 숙부 : 심태문(沈兌文) - 증 동지의금부사
                - 숙모 : 영양 남씨
                  - 사촌 : 심강지(沈岡之) - 가의대부
                  - 사촌부인 : 가평 이씨
                    - 당질(양자) : 심능찬(沈能璨) - 심성지(沈誠之)의 아들
                    - 당질며느리 : 의성 김씨

                - 아버지 : 심하(沈鍜) - 동지돈녕부사
                - 어머니 : 남평 문씨 · 강릉 김씨
                  - 동생 : 심승지(沈昇之)
                  - 제수 : 함안 조씨 · 광산 김씨
                  - 동생 : 심명지(沈明之)
                  - 제수 : 경주 최씨
                  - 여동생 : 함안인 조성수에게 출가
                  - 본인 : 심성지(沈誠之) - 돈녕부 도정, 을미의병 청송의진 의병대장
                  - 부인 : 함안 조씨
                    - 아들 : 심능박(沈能珀)
                    - 며느리 : 함안 조씨 · 가평 이씨
                      - 손자 : 심의상(沈宜商)
                      - 손자며느리 : 영양 남씨
                        - 증손자 : 심수택(沈琇澤)
                        - 증손자며느리 : 전주 류씨
                          - 고손자(양자) : 심상기(沈相基) - 심용택(沈鎔澤)의 아들
                          - 고손자며느리 : 함안 조씨
                            - 5대손(양자) : 심봉섭(沈鳳燮) - 심상희(沈相熺)의 아들
                            - 5대손며느리 : 김해 김씨 김현주

                        - 증손자 : 심용택(沈鎔澤)
                        - 증손자며느리 : 벽진 이씨
                          - 고손자 : 심상기(沈相基) - 심수택(沈琇澤)에 양자로 입적
                          - 고손자 : 심상희(沈相熺)
                          - 고손자며느리 : 아산 장씨 장옥순(蔣玉順) - 청송 소류정(靑松 小流亭) 소유자[1][2]
                            - 5대손 : 심봉섭(沈鳳燮) - 심상기(沈相基)에 양자로 입적
                            - 5대손 : 심인섭(沈麟燮)

                    - 아들 : 심능찬(沈能璨) - 심강지(沈岡之)에 양자로 입적

## 생애
심성지(沈誠之)는 1896년 결성된 청송의진(靑松義陣)의 창의장(倡義將)으로 추대되어 의병진의 결성과 진용의 정비, 그리고 의병 활동 등을 전개하는 과정에서 주도적인 역할을 수행하였다.
본관은 청송(靑松). 자는 사행(士行), 호는 소류(小流). 1831년 12월 18일 경상북도 청송군 파천면 덕천리에서 아버지 심하(沈鍜)와 어머니 남평문씨(南平文氏)의 3남 1녀 중 장남으로 태어났다. 1848년 둔와(遯窩) 유양흠(柳養欽)의 문하에서 중용(中庸)을 배웠으며, 1854년 족숙(族屬) 심용(沈鎔)과 함께 화양서원(華陽書院)을 방문하여 『송자전서(宋子全書)』와 『언행록(言行錄)』 등을 읽고, 청송 지역에서 우암(尤庵) 송시열(宋時烈)의 학풍을 열었다. 1888년 의금부도사(義禁府都事), 1894년 돈령부도정(敦寧府都正)에 천거되었으나 모두 나가지 않았다.
심성지는 1896년 3월 16일 창의(倡義)한 청송의진의 창의장으로 활동하였다. 1896년 3월 12일 청송유림 100여 명이 향회(鄕會)를 개최하여 이날 오후 객사(客舍)에서 심성지를 창의장으로 추대하였는데, 심성지는 3월 13일 객사로 나아가 수락하였다. 그리고 3월 15일 부장(副將) 조성박(趙性璞), 우익장(右翼將) 권성하(權成夏), 좌익장(左翼將) 김상길(金相吉)을 내정하고, 참모(參謀)와 서기(書記) 이하를 선발하였다.
3월 16일 심성지는 대장기(大將旗)를 세우고, 3월 17일 축문(祝文)과 창서사(唱誓辭)를 낭독하며 천신과 지신에게 제사를 지냈다. 3월 22일 김대락(金大洛)을 중군장(中軍將), 남두희(南斗凞)를 우익장, 서효원(徐孝源)을 의영도지휘사(義營都指揮使)로 임명하여 진용을 갖추었다.
심성지는 4월 6일 청송의진의 효율성과 재정 절약을 위해 진영(陣營)을 3영으로 합하고, 참모 4인과 서기 6인으로 편성하여 비용을 절감할 수 있도록 진용을 정비하였다. 4월 29일 참모 신동호(申東鎬)의 의견에 따라 예하 각 부대를 창의장 중심으로 편성하여 상영(上營)[摠營 혹은 內營]과 그 아래 각 영으로 편제하고 상영은 대장(大將)을 중심으로 부장, 그 아래 중군(中軍)과 좌·우익장, 그리고 각 영은 사병도총(司兵都摠)과 소모장이 지휘하도록 하였다.
심성지는 군비와 군수품을 수집하여 재정을 확충하는 한편, 4월 17일부터 각 면의 방비를 위해 외방장(外防將)을 설치하여 현서외방장(縣西外防將)에 김진구(金鎭九), 4월 20일 부서외방장(府西外防將)에 심의철(沈宜喆) 등을 임명하였다. 그리고 주변 지역의 의병부대와 연결하기 위해 5월 9일 흥해출진소(興海出陣所), 5월 22일 영덕출진소(盈德出陣所)를 설치하였다.
5월 12일 의성의진(義城義陣)과 이천의진(利川義陣)이 관군의 공격을 받고 청송으로 들어오자, 5월 13일 청송의진은 진용을 합하여 의성연합의진(義城聯合義陣)을 결성하였다. 5월 14일 심성지는 안덕면 근곡(斤谷)에 머물면서 중군장 김대락, 진무(鎭撫) 정진도(鄭鎭燾), 소모(召募) 심능장(沈能璋), 참모 오세로(吳世魯), 서기 윤도혁(尹道爀), 외방장 안병룡(安秉龍), 군사(軍師) 이경식(李景植), 집사(執事) 윤경승(尹景昇) 등이 거느린 포정(砲丁) 60명을 안덕면 감은리에 파견하여 관군과 접전토록 하였다. 이른바 감은리전투(感隱里戰鬪)이다. 이 전투에서 관군 7~8명을 죽이는 등의 전과를 올렸다.
5월 24일 국왕 고종의 해산 칙유문(勅諭文)을 받고, 심성지를 비롯한 청송의진 지휘부에서는 5월 25일 청송군 관내 8개 면으로 분진(分陣)을 결정하였다. 이리하여 부장 조성박을 현내(縣內), 사병도총 남승철(南昇喆)을 현동(縣東)과 현남(縣南), 중군 김대락을 현북(縣北), 선봉장(先鋒將) 홍병태(洪秉泰)를 현서(縣西), 우익장 서효신(徐孝信)을 부동(府東), 좌익장 권성하(權成夏)를 부내(府內), 소모장 심능장(沈能璋)을 부서(府西) 등의 외방장에 임명하여 의병진을 면군체제(面軍體制)로 전환하였다. 그 후 청송의진은 6월 15일 경주연합의진(慶州聯合義陣)의 결성에 참여하여 6월 18일 경주성전투(慶州城戰鬪)를 벌였으며, 6월 28일 영덕연합의진(盈德聯合義陣)의 결성에 참여하여, 7월 13일과 14일 영덕전투(盈德戰鬪)를 벌이는 등 8월경까지 활동하였다.

심성지는 청송의진 해산 후 향리의 소류정(小流亭)에 머물며 제자들과 더불어 향음례(鄕飮禮)를 행하고, 백록동규(白鹿洞規) 및 남전향약(藍田鄕約) 등을 강(講)하며 은거하였다. 1904년 11월 12일 사망하였다.— 한국향토문화전자대전 - 심성지(沈誠之)

## 저서
- 《소류집(小流集)》 - 4권 2책의 문집으로 시(詩)·서(書)·잡저(雜著) 등으로 편책된 목판본이다. 1907년 심의경(沈宜敬)과 심동택(沈東澤)이 편집 · 간행한 것이다.
- 《적원일기(赤猿日記)》- 1896년 3월부터 5월까지 청송 지역에서 의병을 일으킨 청송의진의 활동을 기록하였다. 청송의진의 서기들이었던 김숭진(金崧鎭), 심의식(沈宜植), 오세로(吳世魯), 서효격(徐孝格) 등 4인의 초기(抄記)를 토대로 의병 활동이 끝난 후 누군가에 의해 정리되어 일기로 편찬되었다.

## 묘소
- 경상북도 청송군 파천면 신흥리 두리봉에 심성지 선생의 묘소가 있다.

## 상훈
- 1995년 건국훈장 애족장

## 심성지 사적비
- 소류정 협문 앞에는 심성지를 기리는 사적비가 서있다. 그 뒤로 세 개의 작은 비가 나란히 서있다. 심성지(沈誠之)의 훈장증, 아들 심능찬(沈能璨)의 표장증, 증손 상기(沈相基)의 무공훈장증이 비석에 새겨져있다.[3]

## 항일의병기념관과 공원
심성지가 이끄는 청송의진은 7월 하순 이천의진을 돕기 위해 출전 중에 마평(馬坪, 청송군 부동면 상평리)의 화전등(花田嶝)에서 관군의 기습을 받고 패전하고야 말았다. 일명 ‘화전등전투(花田嶝戰鬪)’였다. 패전후 관군의 추격을 받던 청송의진은 끝내 각처를 전전하다가 해산하고야 말았다. 청송의진의 마지막 교전이었던 화전등전투가 벌어진 청송군 부동면 상평리에는 현재 항일의병기념공원과 기념관이 들어서 있다. 항일의병기념관에는 심성지가 쓴 ‘강병론’과 후손들이 그의 시와 글 들을 모아 1907년에 간행한 소류선생문집(小流先生文集) 등이 전시되어 있다.

## 심성지 생가 터
심성지 선생의 생가는 그를 뒤쫓던 일본군에 의해 방화 전소되었고, 현재는 터만 남아 있다. 생가 터 뒤에는 아직도 서늘하고 푸른 대나무 밭이 무성한데, 그것은 1896년 ‘청송의진’이 움켜쥐었던 죽창의 본디 모습이라 전한다.

## 같이 보기
- 을미의병
- 명성황후
- 대한제국 고종
- 심원부
- 청송 소류정
- 송소고택
- 심호택
- 심대승
- 심남일

## 참조
- 《소류집(小流集)》
- 《적원일기(赤猿日記)》
- 《청송심씨대동보》
- 《청송군지》
- 《한국향토문화전자대전》

1. ↑  국가문화유산포탈 - 청송 소류정
2. ↑  청송심씨대동보
3. ↑  영남일보 - ‘청송심씨(靑松沈氏)의 본향’…청송 파천면 덕천리의 경의재·요동재사·소류정·벽절정
4. ↑  영남일보 - 청송의진 의병장 소류 심성지
5. ↑  영남일보 - 청송의진 의병장 소류 심성지